# Bósnia e Herzegovina nos Jogos Olímpicos de Verão de 1996
A Bósnia e Herzegovina participou dos Jogos Olímpicos de Verão de 1996 em Atlanta, Estados Unidos.
1. ↑  «Olimpíadas de Atlanta-1996». memoriaglobo. Consultado em 17 de março de 2023